# Royal Dux

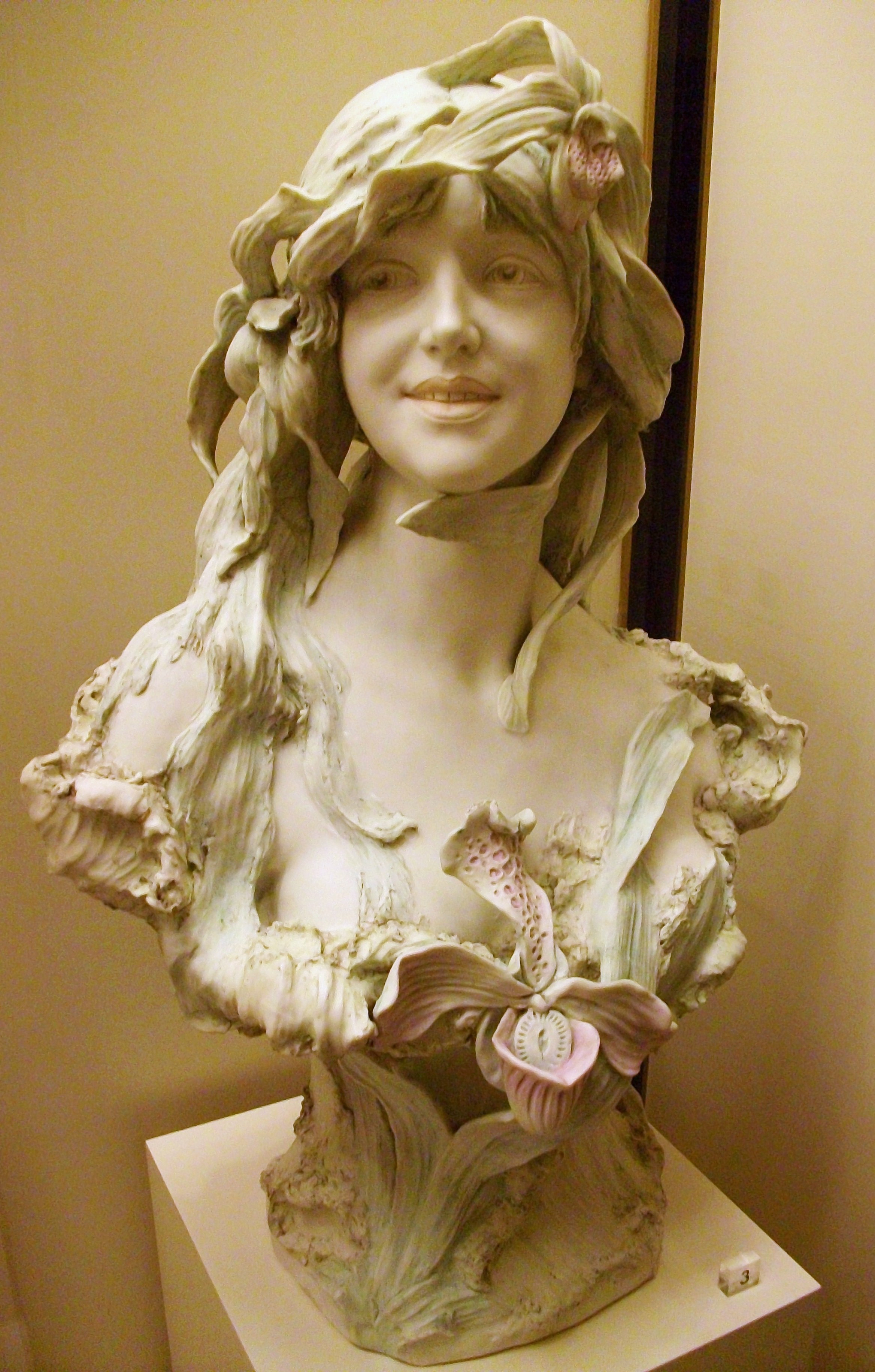
Buste féminin, XXe siècle, musée national de la céramique, València

La fabrique Royal Dux, marque de porcelaine de Bohême, s'est illustrée au début du XXe siècle par ses productions de style Art nouveau.  

## Historique
Fondée en 1853 dans le nord de la Bohême à Duchcov (allemangne: Dux), initialement pour produire des objets utilitaires, la manufacture fut rachetée par Eduard Eichler (1830-1887), un artiste juive reconnu, ce qui marqua le début de sa prospérité. Mais c'est à partir de 1898, à la suite de son installation à Berlin, que des œuvres de qualité remarquable furent produites.  
Autour 1900 cette importante manufacture réalisait des vases, des figurines, souvent des sujets féminins, dans des décors exubérants de fleurs, de feuilles sur des socles de coquillage, de fontaine... La porcelaine était laissée sous forme de biscuit, dorée ou peinte, souvent en vert. 
Pendant cette période Art nouveau, l'entreprise connut le succès grâce à un modeleur-décorateur Alois Hampel.
La fabrique est encore en activité de nos jours.

## Marque

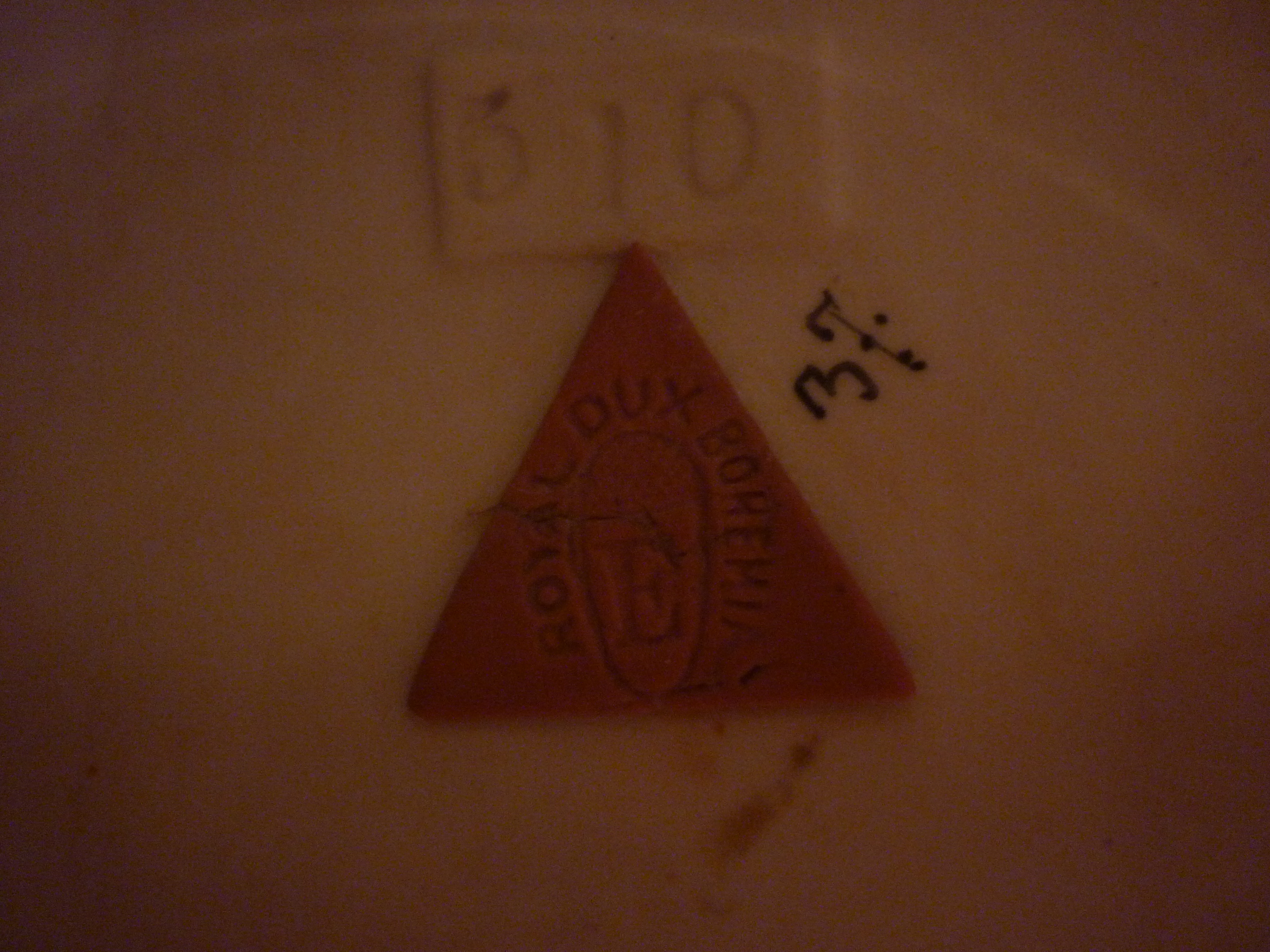
Marque Royal Dux, époque Art nouveau

La marque, généralement présente, est un triangle rose. Il existe des contrefaçons.